# Карабалик
Карабали́к (каз. Қарабалық) — селище, центр Карабалицького району Костанайської області Казахстану. Адміністративний центр та єдиний населений пункт Карабалицької селищної адміністрації.
Населення — 10966 осіб (2021; 11080 у 2009, 11768 у 1999, 13802 у 1989).
До 1997 року селище називалось Комсомолець, у радянські часи воно мало статус смт.